# Британська міжнародна школа у Шанхаї
Британська міжнародна школа у Шанхаї — міжнародна школа у Шанхаї, КНР, одна із сімейства шкіл Північно-Англійської освіти. У Шанхаї розташовані два кампуси:
- Північно-Англійська міжнародна школа у районі Пудун Шанхая англ. Nord Anglia Chinese International School Shanghai;[2]
- Британська міжнародна школа у Шанхаї у районі Пусі Шанхая англ. The British International School Shanghai (Puxi Campus).[3]

## Коротка історія
Школа була заснована у 2002 році публічною компанією Nord Anglia Education (укр. Північно-Англійська освіта), у віданні якої перебуває 42 міжнародні британські школи, розташовані у Європі, Азії, на Середньому Сході та у Америці. У цих школах загалом навчаються 34 000 учнів.
У 2002 році було відкрито перший кампус школи у районі Пудун, а у 2004 — новий кампус у районі Пусі. У вересні 2004-го до корпусів Пудунського кампусу було добудовано новий спеціально спроектований корпус із класами, обладнаними сучасним навчальним обладнанням. У дворі школи з'явилися нові ігрові майданчики.
У 2015 році школа у Пудунському кампусі стала «Північно-Англійською міжнародною школою у Шанхаї», а школа у Пусі зберегла свою оригінальну назву «Британська міжнародна школа у Шанхаї».

## Акредитовані навчальні програми
Школа пропонує наступні програми навчання:
- національну британську програму навчання[en];
- програму навчання для здобуття сертифіката про загальну середню освіту[en];
- одну із програм міжнародного бакалаврату, а саме — «Diploma Programme»[en].[5]
- програму Cambridge International Examinations.[6][7]